# Ole Christian Wendel
Ole Christian Wendel (ur. 24 stycznia 1992) – norweski narciarz, specjalista kombinacji norweskiej, pięciokrotny medalista mistrzostw świata juniorów.

## Kariera
Po raz pierwszy na arenie międzynarodowej Ole Christian Wendel pojawił się 14 grudnia 2007 roku, podczas zawodów Pucharu Kontynentalnego w Høydalsmo. Zajął wtedy 39. miejsce w starcie masowym. W lutym 2008 roku wystąpił na Mistrzostwach Świata Juniorów w Zakopanem, gdzie wspólnie z kolegami wywalczył brązowy medal w zawodach drużynowych. Indywidualnie zajął siedemnaste miejsce zarówno w konkursie rozgrywanym metodą Gundersena, jak i w sprincie. Rok później, na Mistrzostwach Świata Juniorów w Štrbskim Plesie Norwegowie z Wendelem w składzie zdobyli tym razem złoty medal w sztafecie. W indywidualnych startach Ole Christian wywalczył brązowy medal w Gundersenie, a w sprincie był piąty. Najlepsze wyniki w tej kategorii wiekowej osiągnął jednak w 2010 roku, na Mistrzostwach Świata Juniorów w Hinterzarten. W sztafecie zdobył srebrny medal, a w konkursie metodą Gundersena był najlepszy. Wystąpił ponadto na Mistrzostwach Świata Juniorów w Otepää w 2011 roku, ale nie zdobył żadnego medalu.
W Pucharze Świata zadebiutował 6 marca 2009 roku w Lahti, gdzie zajął 16. miejsce w Gundersenie. Tym samym w swoim debiucie od razu zdobył pucharowe punkty. W sezonie 2008/2009 punktów już nie zdobył i w klasyfikacji generalnej zajął ostatecznie 60. miejsce. Jak dotąd najlepsze wyniki w Pucharze Świata osiągnął w sezonie 2009/2010, który ukończył na 38. pozycji. Jego najlepszym pucharowym wynikiem jest ósme miejsce wywalczone 10 stycznia 2010 roku w Val di Fiemme. Równocześnie Wendel startował w zawodach Pucharu Kontynentalnego. Odnosił tam większe sukcesy, między innymi zwyciężając w zawodach w Klingenthal 10 stycznia i Bischofshofen 18 stycznia 2009 roku.

## Osiągnięcia

### Mistrzostwa świata juniorów
| Miejsce | Dzień       | Rok  | Miejscowość   | Konkurencja           | Wynik zwycięzcy | Strata      | Zwycięzca          |
| ------- | ----------- | ---- | ------------- | --------------------- | --------------- | ----------- | ------------------ |
| 17.     | 27 lutego   | 2008 | Zakopane      | Gundersen HS94/10 km  | ?               | +5:07.3 min | Alessandro Pittin  |
| 3.      | 28 lutego   | 2008 | Zakopane      | Sztafeta HS94/4x5 km  | 59:32.9 min     | +1:36.3 min | Niemcy             |
| 17.     | 29 lutego   | 2008 | Zakopane      | Sprint HS94/5 km      | ?               | +1:59.4 m   | Tomaz Druml        |
| 5.      | 5 lutego    | 2009 | Štrbské Pleso | Sprint HS100/5 km     | 13:26.0 min     | +30.0 s     | Alessandro Pittin  |
| 1.      | 7 lutego    | 2009 | Štrbské Pleso | Sztafeta HS100/4x5 km | 53:17.3 min     | –           | –                  |
| 3.      | 9 lutego    | 2009 | Štrbské Pleso | Gundersen HS100/10 km | 28:31.7 min     | +2:20.7 min | Alessandro Pittin  |
| 8.      | 27 stycznia | 2010 | Hinterzarten  | Sprint HS106/5 km     | 12:55.4 min     | +43.9 s     | Junshirō Kobayashi |
| 2.      | 29 stycznia | 2010 | Hinterzarten  | Sztafeta HS106/4x5 km | 53:00.1 min     | +13.5 s     | Niemcy             |
| 1.      | 31 stycznia | 2010 | Hinterzarten  | Gundersen HS106/10 km | 29:43.5 min     | –           | –                  |
| 4.      | 27 stycznia | 2011 | Otepää        | Gundersen HS100/10 km | 26:37.7 min     | +1:20.6 min | Johannes Rydzek    |
| 28.     | 29 stycznia | 2011 | Otepää        | Sprint HS100/5 km     | 12:44.5 min     | +2:36.7 min | Marjan Jelenko     |

### Puchar Świata

#### Miejsca w klasyfikacji generalnej
- sezon 2008/2009: 60.
- sezon 2009/2010: 38.
- sezon 2010/2011: 44.

#### Miejsca na podium chronologicznie
Jak dotąd Wendel nie stał na podium indywidualnych zawodów Pucharu Świata.

### Puchar Kontynentalny

#### Miejsca w klasyfikacji generalnej
- sezon 2007/2008: niesklasyfikowany
- sezon 2008/2009: 16.

#### Miejsca na podium chronologicznie
| Lp. | Data             | Miejscowość   | Konkurencja           | Wynik zwycięzcy | Pozycja | Strata | Zwycięzca |
| --- | ---------------- | ------------- | --------------------- | --------------- | ------- | ------ | --------- |
| 1.  | 10 stycznia 2009 | Klingenthal   | Gundersen HS140/10 km | 28:27.9 min     | 1.      | –      | –         |
| 2.  | 18 stycznia 2009 | Bischofshofen | Gundersen HS140/10 km | 25:22.9 min     | 1.      | –      | –         |

### Letnie Grand Prix

#### Miejsca w klasyfikacji generalnej
- 2010: 13.

#### Miejsca na podium chronologicznie
Jak dotąd Wendel nie stał na podium indywidualnych zawodów LGP.